# Joseph Chipolina
Joseph Luis Chipolina (Gibraltar, 14 de diciembre de 1987) es un futbolista gibraltareño. Juega de defensa o centracompista y su club es el Manchester 62 F. C. de la Liga de Fútbol de Gibraltar.

## Trayectoria
Chipolina comenzó su carrera con el Linense en Segunda División B y Tercera División de España, el tercer y cuarto nivel del fútbol español respectivamente, entre 2007 y 2012. En 2011-12, Chipolina jugó una temporada con el CD San Roque de la Tercera División. En marzo de 2012, Chipolina pasó una semana a prueba en el Leyton Orient de la League One de Inglaterra.  Chipolina y San Roque anularon su contrato en un acuerdo mutuo en abril de 2012. En total, Chipolina jugó 26 partidos con el club.
El 4 de junio de 2014, en un partido amistoso que enfrentaba en la localidad de Faro (Portugal) a las selecciones de Gibraltar y Malta, en el minuto 64 de partido, asistió de cabeza al extremo izquierdo Kyle Casciaro para que este marcara el gol que a la postre supondría la primera victoria en la historia de la selección de Gibraltar (1-0).
Poco después, el 2 de julio de 2014, Chipolina anotó el primer gol para un club de Gibraltar en la Liga de Campeones de la UEFA, con un penal para darle la ventaja al Lincoln Red Imps sobre el HB Tórshavn de las Islas Feroe en un partido que terminaría empatado 1–1.
El 13 de octubre de 2018, Chipolina anotó el único gol del partido y le dio un triunfo histórico para su selección al vencer a Armenia de visitante (0-1) en la Liga de Naciones de la UEFA 2018-19. Solo tres días después, en el partido correspondiente a la cuarta jornada de la Liga de Naciones, Chipolina volvería a anotar el gol de la victoria en el minuto 66 para sellar la remontada en el partido disputado frente a la selección de fútbol de Liechtenstein (2-1). Ambos goles son considerados históricos, al otorgar a Gibraltar la primera victoria en partido oficial fuera de casa y la primera victoria oficial en casa, respectivamente.
Joseph Chipolina es primo del futbolista Roy Chipolina, capitán de la selección de Gibraltar y compañero suyo de equipo en el Lincoln FC. Ambos conformaron la pareja titular de defensas centrales en las legendarias victorias que Gibraltar cosechó durante el primer torneo de Liga de Naciones de la UEFA.
A su vez, es hermano de los también futbolistas Kenneth y Michael Chipolina.